# Wiktor Graczow
Wiktor Gieorgijewicz Graczow (ros.) Виктор Георгиевич Грачёв (ur. 1 grudnia?/14 grudnia 1907 w Moskwie, zm. 15 listopada 1991 tamże) – radziecki dowódca wojskowy, generał porucznik lotnictwa, Bohater Związku Radzieckiego (1945).

## Życiorys
Do 1925 skończył 9 klas, potem był elektromonterem w fabryce. Od 1927 w Armii Czerwonej, 1928 skończył leningradzką szkołę pilotów, a 1929 szkołę wojskowo-lotniczą w Borysoglebsku. Od 1931 w WKP(b), 1937–1938 kilkakrotnie latał do Mongolii i Chin, 1939 brał udział w bitwie nad Chałchin-Goł, uczestnik wojny z Finlandią 1939–1940. Latał w dzień i w nocy, w niekorzystnych warunkach, pod ogniem przeciwnika; w jednym przypadku został zaatakowany naraz przez kilka japońskich myśliwców. 22 czerwca 1941 wykonał lot do Mińska z szefem Sztabu Generalnego Armii Czerwonej na pokładzie. Później leciał nad Kerczem z marsz. Budionnym i gen. Kuzniecowem tak nisko nad ziemią, że wróg nie dostrzegł samolotu. Od 1942 dowódca lotniczej dywizji specjalnego przeznaczenia, wykonującej odpowiedzialne zadania rządu i Stawki Najwyższego Naczelnego Dowództwa. Przewiózł członków delegacji rządowych na konferencje w Teheranie i Jałcie. Podczas wojny wylatał 11104 godzin, w tym 998 w chmurach. 18 sierpnia 1945 uhonorowany tytułem Bohatera ZSRR. Po wojnie nadal służył w Siłach Powietrznych ZSRR aż do 1961, gdy został zwolniony.

## Odznaczenia
- Złota Gwiazda Bohatera ZSRR (1945)
- Order Lenina (czterokrotnie)
- Order Czerwonego Sztandaru (czterokrotnie)
- Order Suworowa I klasy
- Order Kutuzowa I klasy
- Order Suworowa II klasy
- Order Wojny Ojczyźnianej I klasy (dwukrotnie)
- Order Czerwonej Gwiazdy (trzykrotnie)
- Medal jubileuszowy „W upamiętnieniu 100-lecia urodzin Władimira Iljicza Lenina”
- Medal „Za obronę Moskwy”
- Medal „Za obronę Stalingradu”
- Medal „Za obronę Kaukazu”
- Medal „Za zwycięstwo nad Niemcami w Wielkiej Wojnie Ojczyźnianej 1941–1945”
- Medal jubileuszowy „Dwudziestolecia zwycięstwa w Wielkiej Wojnie Ojczyźnianej 1941–1945”
- Medal jubileuszowy „Trzydziestolecia zwycięstwa w Wielkiej Wojnie Ojczyźnianej 1941–1945”
- Medal jubileuszowy „Czterdziestolecia zwycięstwa w Wielkiej Wojnie Ojczyźnianej 1941–1945”
- Medal „Za zwycięstwo nad Japonią”
- Medal „Za zdobycie Królewca”
- Medal „Weteran Sił Zbrojnych ZSRR”
- Medal jubileuszowy „30 lat Armii Radzieckiej i Floty”
- Medal jubileuszowy „40 lat Sił Zbrojnych ZSRR”
- Medal jubileuszowy „50 lat Sił Zbrojnych ZSRR”
- Medal jubileuszowy „60 lat Sił Zbrojnych ZSRR”
- Medal jubileuszowy „70 lat Sił Zbrojnych ZSRR”
- Medal „W upamiętnieniu 800-lecia Moskwy”